# Tosquita
Tosquita é um município da província de Córdova, na Argentina.